# Бишконь
Би́шконь (Сухой Обиток; укр. Бишкінь, Сухий Обиток) — река в Луганской области Украины, правый приток Деркула (бассейн Северского Донца). Длина 26 км. Площадь водосборного бассейна 474 км². Уклон 1,3 м/км. Долина асимметрична, шириной до 1 км. Русло шириной 3-4 м. Используется на орошение. Крупнейший приток — Скородна (левый), сооружены шлюзы-регуляторы.

## Течение
Берёт начало у села Захидное Старобельского района Луганской области. Общее направление с северо-запада на юго-восток. Впадает в реку Деркул с правой стороны, у села Семикозовка Беловодского района Луганской области, чуть севернее Беловодска.
Протекает по территории Старобельского и Беловодского районов Луганской области.

## Населённые пункты
- село Брусовка
- село Литвиновка
- село Шуликовка
- село Семикозовка